# Cissus alata
Cissus alata är en vinväxtart som beskrevs av Nikolaus Joseph von Jacquin. Cissus alata ingår i släktet Cissus och familjen vinväxter. Inga underarter finns listade i Catalogue of Life.